# كاثرين سيتون
كاثرين سيتون (بالإنجليزية: Catherine Seton)‏ هي راهبة أمريكية، ولدت في 28 يونيو 1800، وتوفيت في 3 أبريل 1891.